# ボジオ・レヴィン・スティーヴンス
ボジオ・レヴィン・スティーヴンス（Bozzio Levin Stevens）は、ロック、フュージョン、ジャズ、インストゥルメンタルのスーパーグループ・パワー・トリオ。ドラマーのテリー・ボジオ（フランク・ザッパ、U.K.、ミッシング・パーソンズ、スティーヴ・ヴァイ、ジェフ・ベック）、ベーシストにしてチャップマン・スティック奏者のトニー・レヴィン（ピーター・ガブリエル、キング・クリムゾン、リキッド・テンション・エクスペリメント）と、ギタリストのスティーヴ・スティーヴンス（ビリー・アイドル、マイケル・ジャクソン、ヴィンス・ニール）で構成されている。彼らはマグナ・カルタ・レコードを通じて、2枚のアルバムをレコーディングした。

## ディスコグラフィ

### アルバム
- 『ブラック・ライト・シンドローム』 - Black Light Syndrome (1997年)
- 『シチュエーション・デンジャラス』 - Situation Dangerous (2000年)